# Karl Pfeiffer (Politiker)
Karl Wilhelm Ludwig Pfeiffer (* 25. Mai 1865 in Wiesbaden; † 10. Dezember 1933 in Köln-Sülz) war ein deutscher Jurist und Politiker.

## Leben
Als Sohn eines Receptur-Küessisten geboren, ging er auf das Gymnasium in Wiesbaden. Er studierte Rechtswissenschaften in Marburg und Berlin. während seines Studiums wurde er 1883 Mitglied der Burschenschaft Arminia Marburg. Nach seinem Studium war er von 1890 bis 1895 Referendar und Gerichtsassessor, dann bis 1898 Magistratsassessor in Frankfurt am Main. Er wurde juristischer Hilfsarbeiter in Elberfeld, wo er bis 1908 als Beigeordneter tätig war; von 1908 bis 1911 war er Erster Beigeordneter (Bürgermeister).